# Christian Rohlfs
Christian Rohlfs (født 22. december 1849 i Gross Niendorf i Kreis Segeberg i hertugdømmet Holsten, død 8. januar 1938 i Hagen) var en tysk maler der regnes som repræsentant for den tyske ekspressionisme.
Rohlfs blev i 1870'erne uddannet i Weimar i en naturalistisk figurmalertradition, og fortsatte med det til han var godt 50 år, idet han omkring 1900 blev opmærksom på postimpressionismen, især Vincent van Gogh.
Omkring 1905 malede Rohlfs med vennen Emil Nolde, der var tilknyttet en gruppe unge ekspressionistiske kunstnere kendt som Die Brücke.
Rohlfs' værker blev beslaglagt og erklæret for degenereret kunst ("Entartete Kunst") af nazisterne i 1937, hvor han fik udstillingsforbud og beslaglagt værker. Han fik forbud mod at male og blev udelukket fra Preußische Akademie der Künste i Berlin. Rohlfs døde 1938 i byen Hagen i Westfalen.
| - Ægteparret Rohlfs - Selvportræt med hustru, 1921/22 |  | - To udgaver af St. Patroklus i Soest - 1905 - 1912 |

| - Andre værker af Christian Rohlfs − efter år - Berkaer Landevej 'Berkaer Landstraße', 1889 - Bakket landskab i det sene efterår, 1900 'Hügelige Landschaft im Spätherbst', 1900 - Visionært landskab 'Visionäre Landschaft 1912, Germanisches Nationalmuseum - Kristi fristelse 'Versuchung Christi', 1914 Germanisches Nationalmuseum - Papegøjetulipaner 'Papageientulpen', ca. 1917 - Skurk 'Gauner', 1918 - Magnoliaknop i krukke 'Magnolienknospe im Krug', ca. 1920 - Fantastisk mosaik 'Phantastisches Mosaik', 1921 |